# 坂本進一郎
坂本進一郎（さかもと　しんいちろう、1941年3月4日 - ）は、農民・農業評論家。

## 来歴
仙台市荒浜南生まれ。1964年東北大学経済学部卒業。北海道東北開発公庫勤務。1969年八郎潟干拓地（大潟村）に第四次入植者として入植。農民の立場から農業問題に提言を行う。

## 著書
- 『八郎潟干拓地からの報告 一入植者の記録』秋田文化出版社 1975
- 『大潟村農民新生への道』秋田文化出版社 1978
- 『青刈り日記 大潟村からの報告』秋田書房 あきた文庫 1979
- 『カンプチアへの道 自立とは何か』秋田書房 1981
- 『大潟村新農村事情 続八郎潟干拓地からの報告』秋田文化出版社 1984
- 『土と心を耕して 大潟村・一入植者の魂の記録』御茶の水書房 1989
- 『向こう三軒両隣り』離騒社 1989
- 『大潟村ヤミ米騒動・全記録 村を二分した食管攻防戦の本質』御茶の水書房 1990
- 『米盗り物語 「モデル農村」に見る日本型ムラ意識の構造』影書房 1990
- 『コメ自由化許さず 生産者の立場から異議を唱える』御茶の水書房 1991
- 『亡国農政に抗して 今農業することの意味を問う』御茶の水書房 1992
- 『農民よもっと怒りを』御茶の水書房 1993
- 『農民に未来はあるか』御茶の水書房 1994
- 『日本はどこへ行く 新たな農工バランスを求めて』御茶の水書房 1995
- 『(新)食糧法は「無農国」への道』御茶の水書房 1996
- 『農民の声を聞け 「国」栄えて「民」滅ぶ日本』御茶の水書房 1997
- 『日本農村大リストラ 人間にとっての農業の意味』御茶の水書房 1998
- 『何のために農業が必要か』御茶の水書房 1999
- 『新農基法に何が期待できるか』御茶の水書房 2000
- 『一本の道』御茶の水書房 2002
- 『大地の民』離騒社 2006
- 『興農満洲 興農合作社と糧棧の対決』御茶の水書房 2009
- 『満洲国と興農合作社 満洲農業近代化に貢献した人々』三九出版 2012
- 『黙して大地に書く』秋田魁新報社 さきがけ新書 シリーズ時代を語る 2014
- 『大地に生きる百姓 -農業つぶしの国策に抗って-』社会評論社 2018

共編
- 『コメと農業が危ない 「コメ・農業潰しに黙っていられない」東北集会報告』野添憲治、高橋良蔵共編 同友館 1989

## 注
1. ↑  『現代日本人名録』